# お菊塚
お菊塚（おきくづか）は、神奈川県平塚市にある怪談「番町皿屋敷」の主人公として有名なお菊の墓と伝えられるものである。 

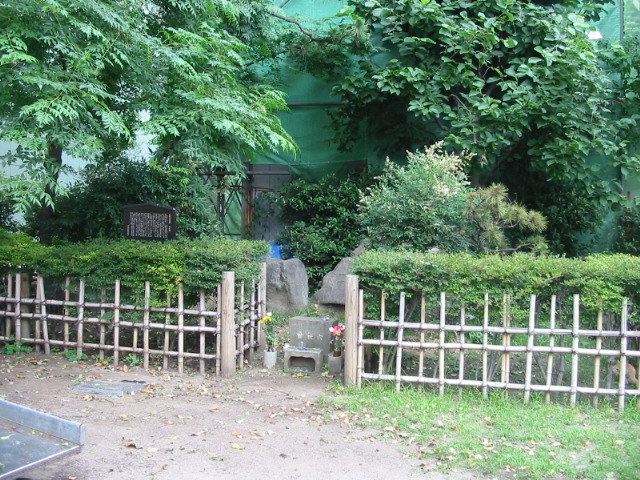
お菊塚 平塚市紅谷町公園内

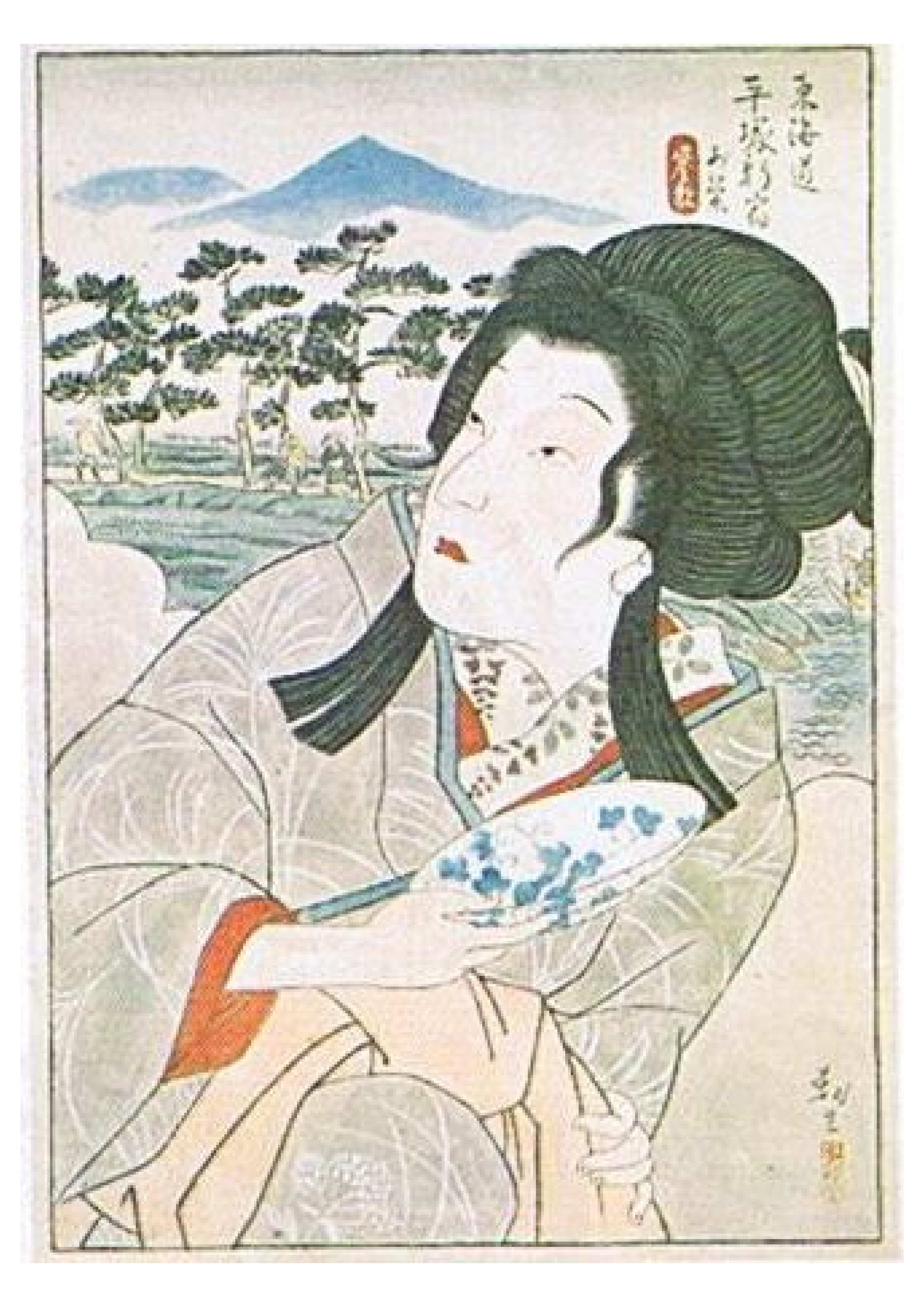
吉川朝衣画 菊女
（「平塚市図録」より）

## 伝承
市内に伝わる伝承によるとお菊は平塚宿宿役人眞壁源右衛門の娘で、江戸の旗本青山主膳の屋敷へ行儀見習い奉公に出ていた。ある日主膳の屋敷内でお菊は主人愛玩の南京絵皿十枚組のうち一枚を無くしてしまった。そのため主人の怒りを買い、お菊は屋敷内の井戸に投げ込まれて殺されてしまった。 
お菊の遺体は引き上げられ、罪人の例に倣って長持に詰められて江戸から平塚宿まで送り返されてきた。馬入の渡しで娘の遺体と対面した眞壁源右衛門（第4代目）は 
「もの言はぬ 晴れ着姿や菫草」と句を詠んで悲しんだという。真説によるとお菊はサラを無くしてはいない。奉公先で言い寄って来た家来を突っぱねたので、この男に皿を隠されたという。無実の罪で責めを受け悲しい最期を迎えたことになる。 
その後、青山主膳の屋敷のお菊が投げ込まれた井戸には怨みを抱いたお菊の霊魂が留まり、幽霊となって夜な夜な井戸より現れたという噂がモチーフとなって怪談番町皿屋敷が生まれた。お菊の遺骸は平塚宿内の眞壁家先祖代々の墓地（70坪強）に葬られたが、これも罪人の例に倣って墓石は建立されず代わりに栴檀の木が植えられたという。 
その後、昭和27年の区画整理事業に伴って眞壁家墓地は平塚市にて9尺の深さに全面すべて手掘りで作業され、遺骨はそれぞれ丁寧に集められ平塚市所有の墓地用地（平塚市立野町）と交換された眞壁家専属の墓地（平塚市立野町365-8　広さ22㎡）に移転された。手掘りされた時、多くの物見高い人々が見守る中、言い伝え通りせんだんの木の下3尺からお菊の遺骸は座り姿で現れたのであった。（この詳細は読売新聞 昭和56年8月25日版の「いま神奈川のこわーいお話 ＃6」に出ている）。 なお、昭和42年から眞壁家の菩提寺が光円寺から晴雲寺に変更になったが、お菊さんの墓地は眞壁家専属所有の墓地であるので光円寺や晴雲寺の霊園内ではない。 
なお旧眞壁家墓地跡は整理されて平塚駅西口（北側）近くの紅谷町公園の一部になっており、ここに移転時、平塚市が立派なお菊塚を建立してくれた。横浜東京方面からも時折お参りに来る人がいる。 
このお菊塚は現在も東海道本線平塚駅近くの紅谷町公園の片隅に存在している。また移転後の晴雲寺隣で光円寺北側道路の2列目奥にある3段の階段付き眞壁家墓所には「貞室菊香信女」と戒名が刻まれたお菊の墓石が現存し、その向いに墓標がある。 